# Балка (форма рельєфу)

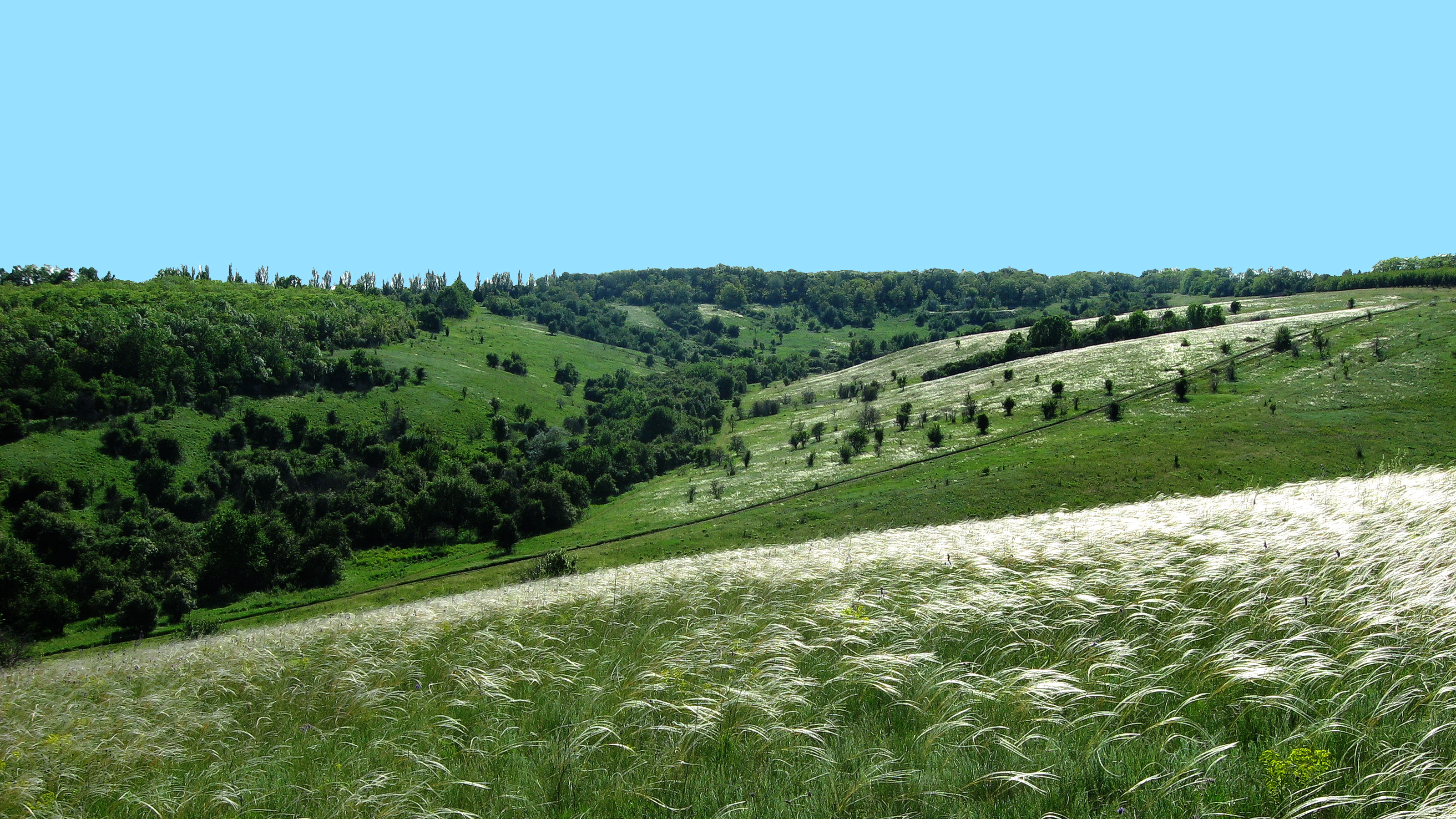
Степова балка. Запорізьке Правобережжя

Балка — суха або з тимчасовим водотоком долина із задернованими схилами.

## Етимологія
Походження слова балка остаточно не з'ясоване. Найімовірніше за все, воно споріднене зі словами болото, болоння, оболонь, лит. balà («болото»), латис. bala («долина»). Згідно з іншими версіями, воно пов'язане або з тур. bulak («джерело»), або з каз. балкаш («болотисте місце»), або з топонімом Балкан, або споріднене з давн-англ. balc («підвищення між двома борознами»); крім того, його також виводили від прасл. *ob-valiti («обвалити»), через проміжну форму *o-baliti.

## Балка як форма рельєфу
У степових районах балки утворено висохлими руслами річок. Балки мають полого-увігнуте дно, часто без вираженого русла, схили опуклі, плавно переходять у вододільні простори. Чітко виражена вершина зазвичай відсутня, улоговина плавно переходить в балку.
Довжина балок зазвичай від сотень метрів до 20-30 кілометрів, глибина від декількох метрів до десятків метрів, ширина до сотень метрів.
Схили і дно задерновані і часто покриті чагарником або лісом, при винищенні яких балки стають осередками прискореної ерозії; поширена в балках донна ерозія. Найчастіше розвиваються з ярів, але можуть виникати і без ярової стадії. Звичайні для височин і рівнин лісостепу і степу. Балки височин можуть мати на схилах скельні оголення. Це характерно, наприклад, для балок Донецького кряжу, де самі балки повсюдно є характерним елементом природного ландшафту.
На відміну від балок, у ярів дно і схили не задерновані і схильні до ерозії.

## Окремі балки
- Балка Сотера
- Балка Гадюча
- Балка Лукашева
- Балка Малишевська
- Балка Ручаївська
- Тигрова балка
- Дінчикова балка

## Галерея

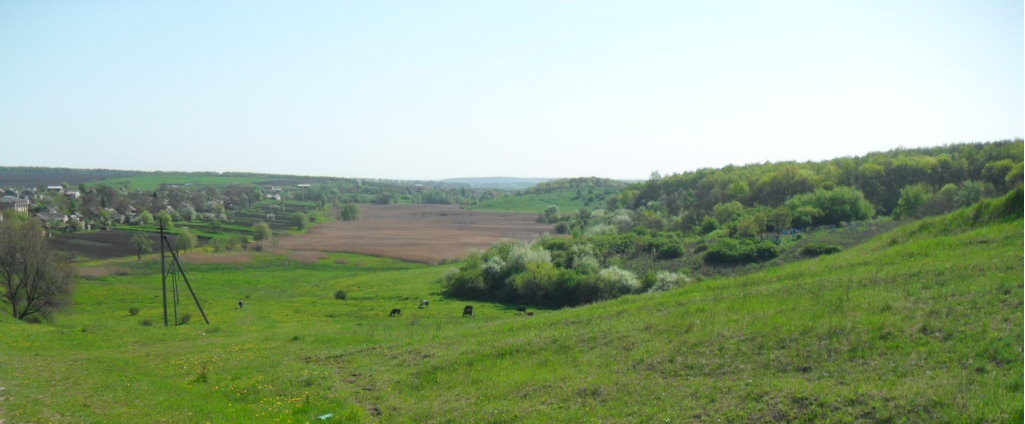
Балка Грузька, Кіровоградська область
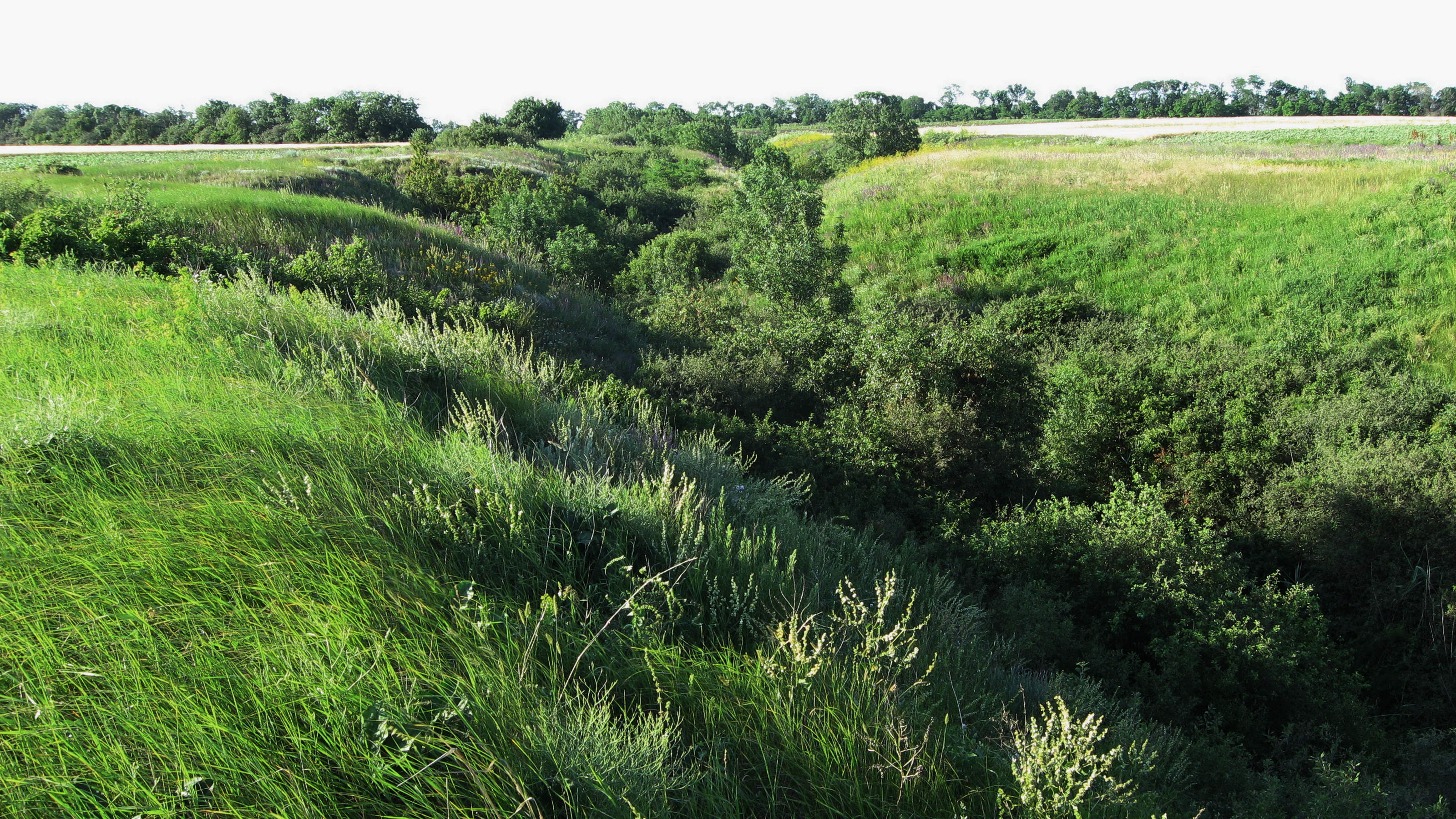
Балка Лисяча. Бердянський район
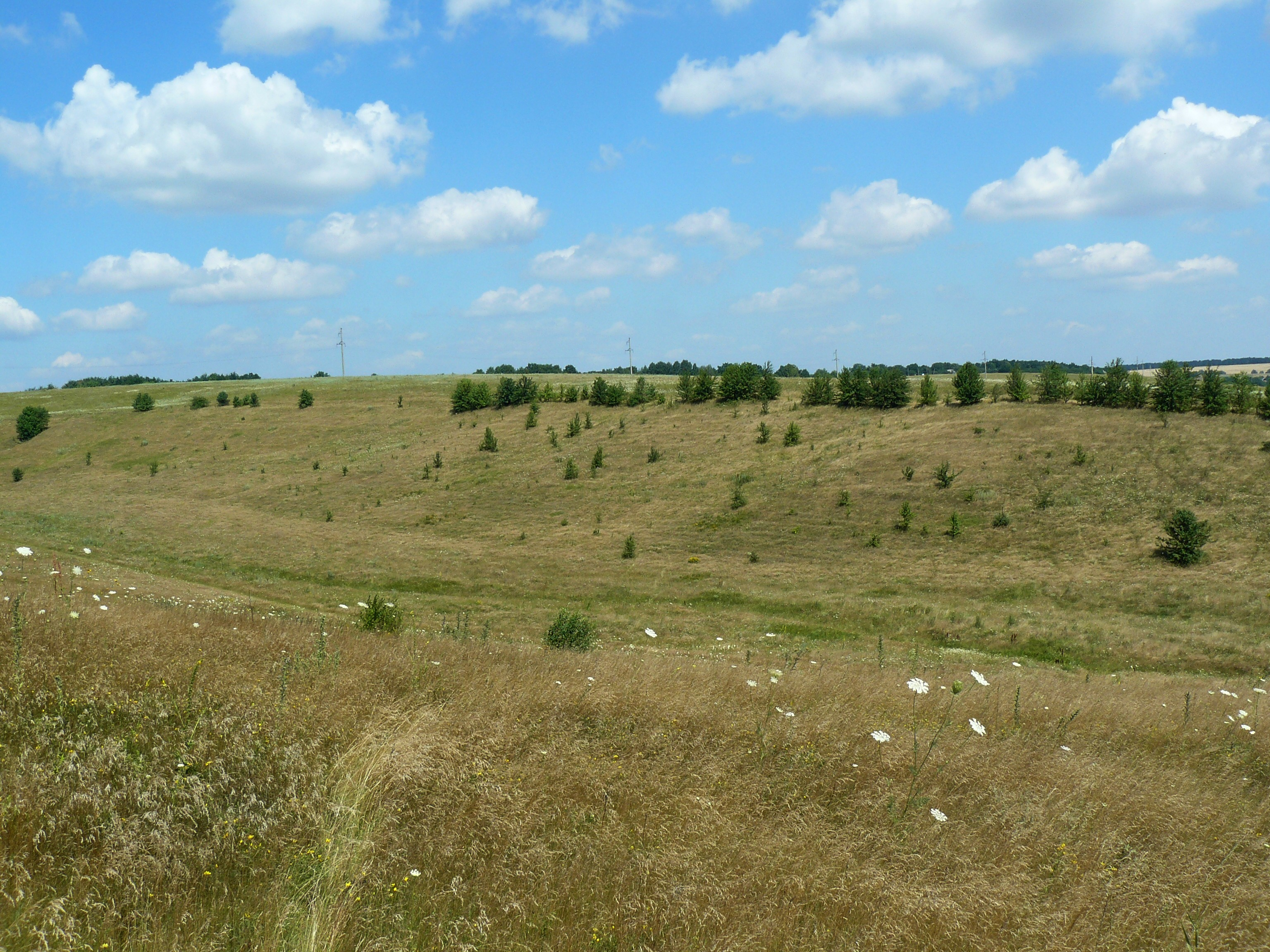
Балка, Київська область, село Сніжки
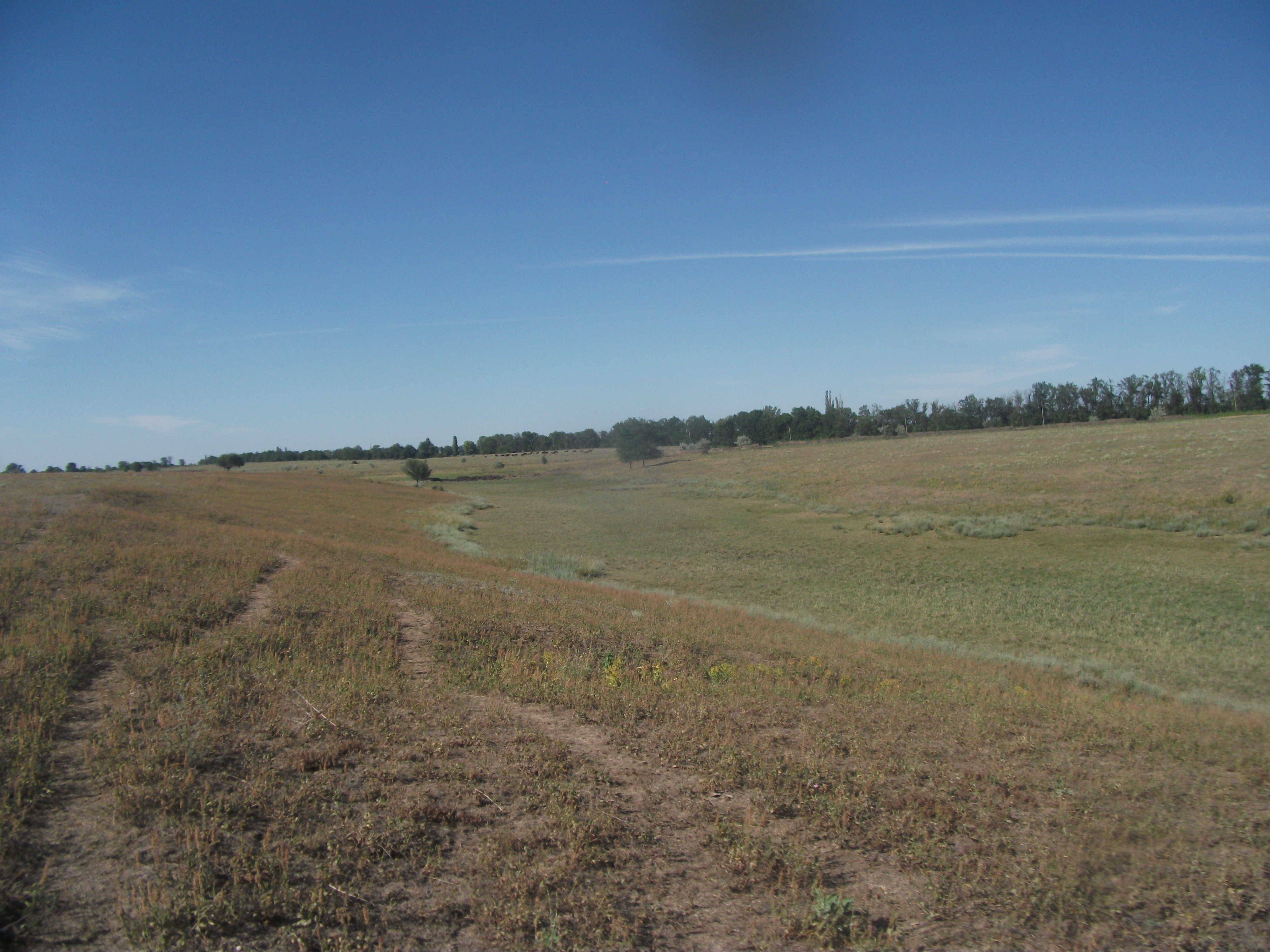
Балка Широка, Дніпропетровська область
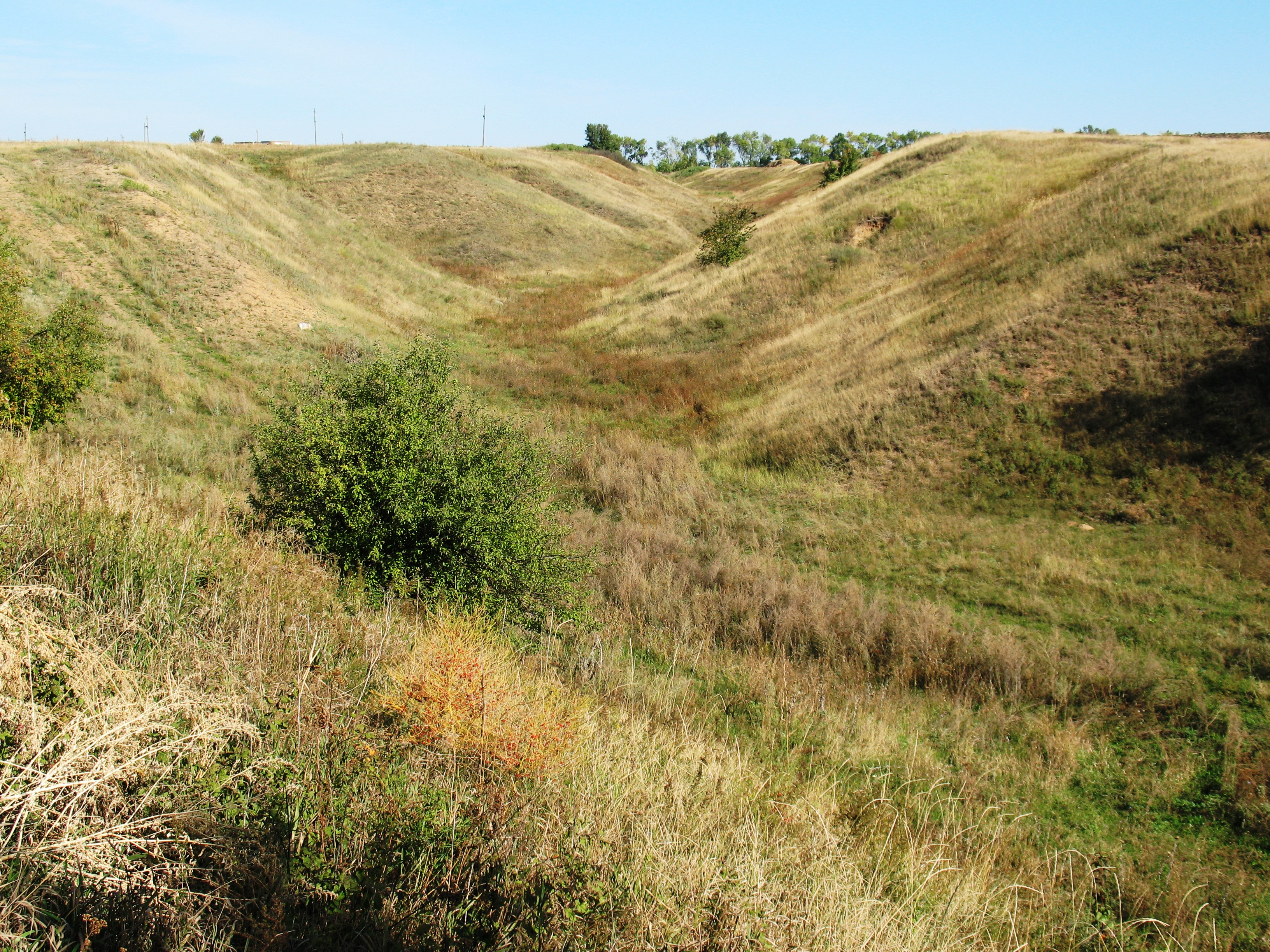
Балабанівська балка
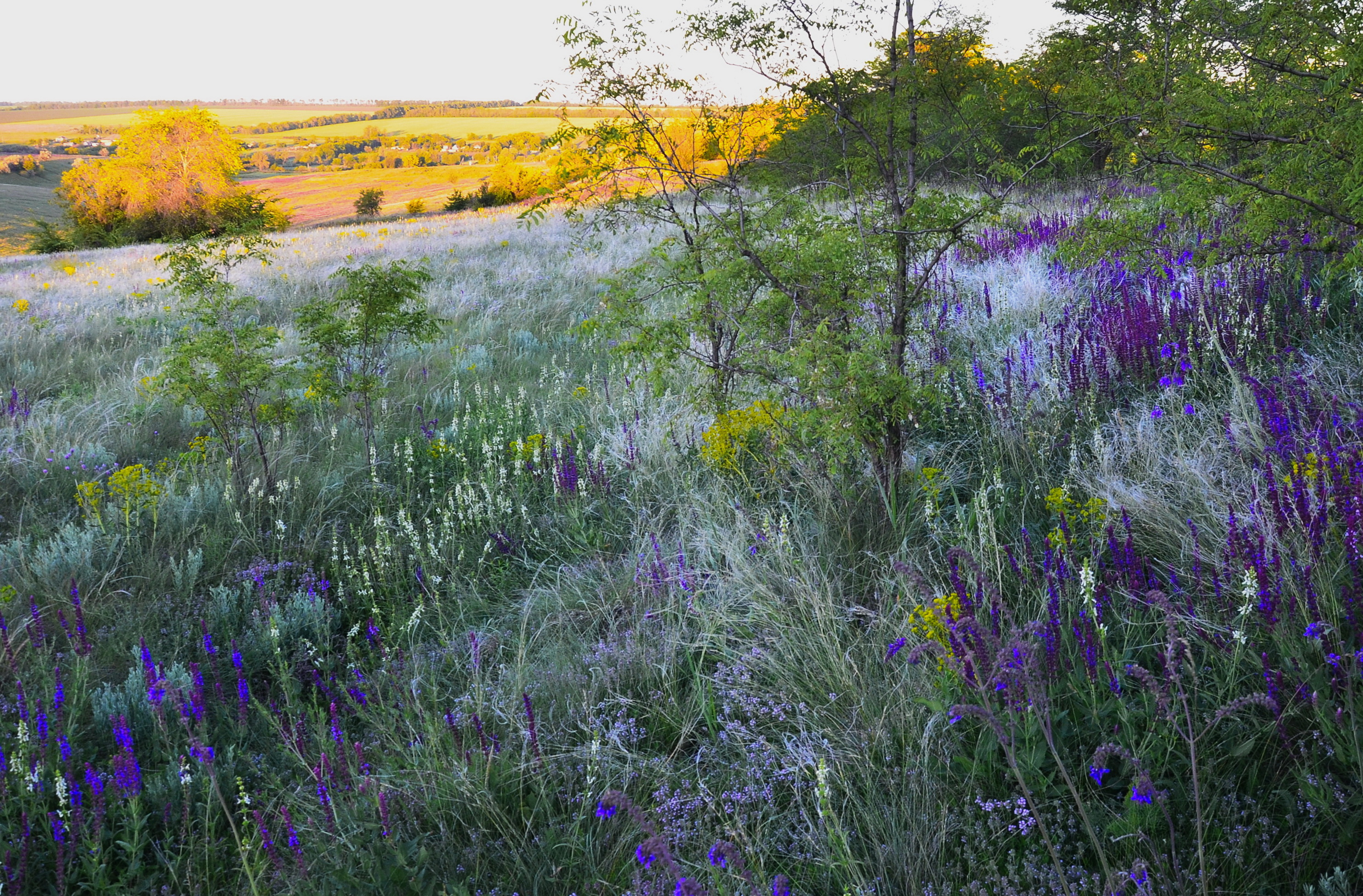
Балка біля с. Лозуватка
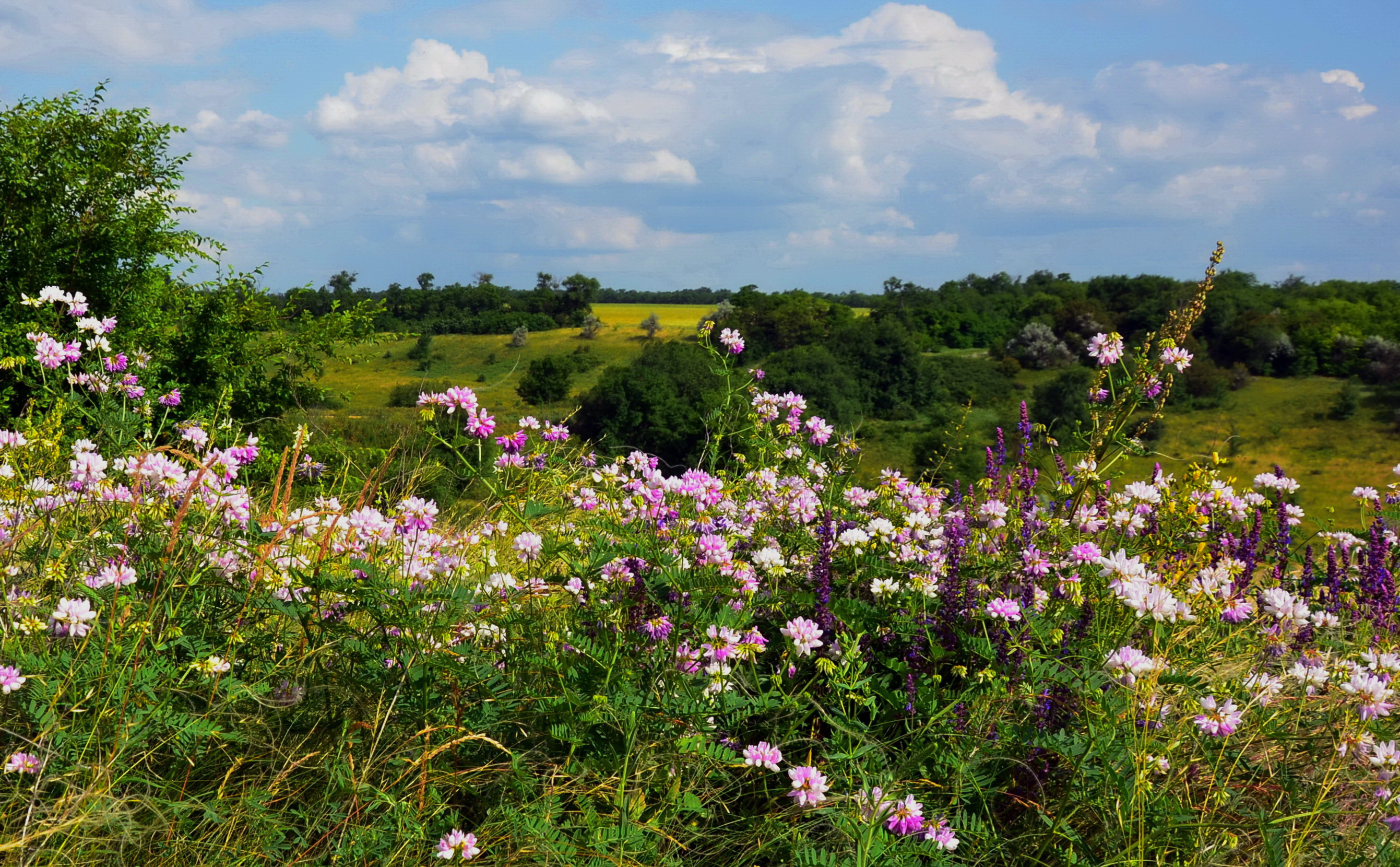
Квітучі балки Січеславщини
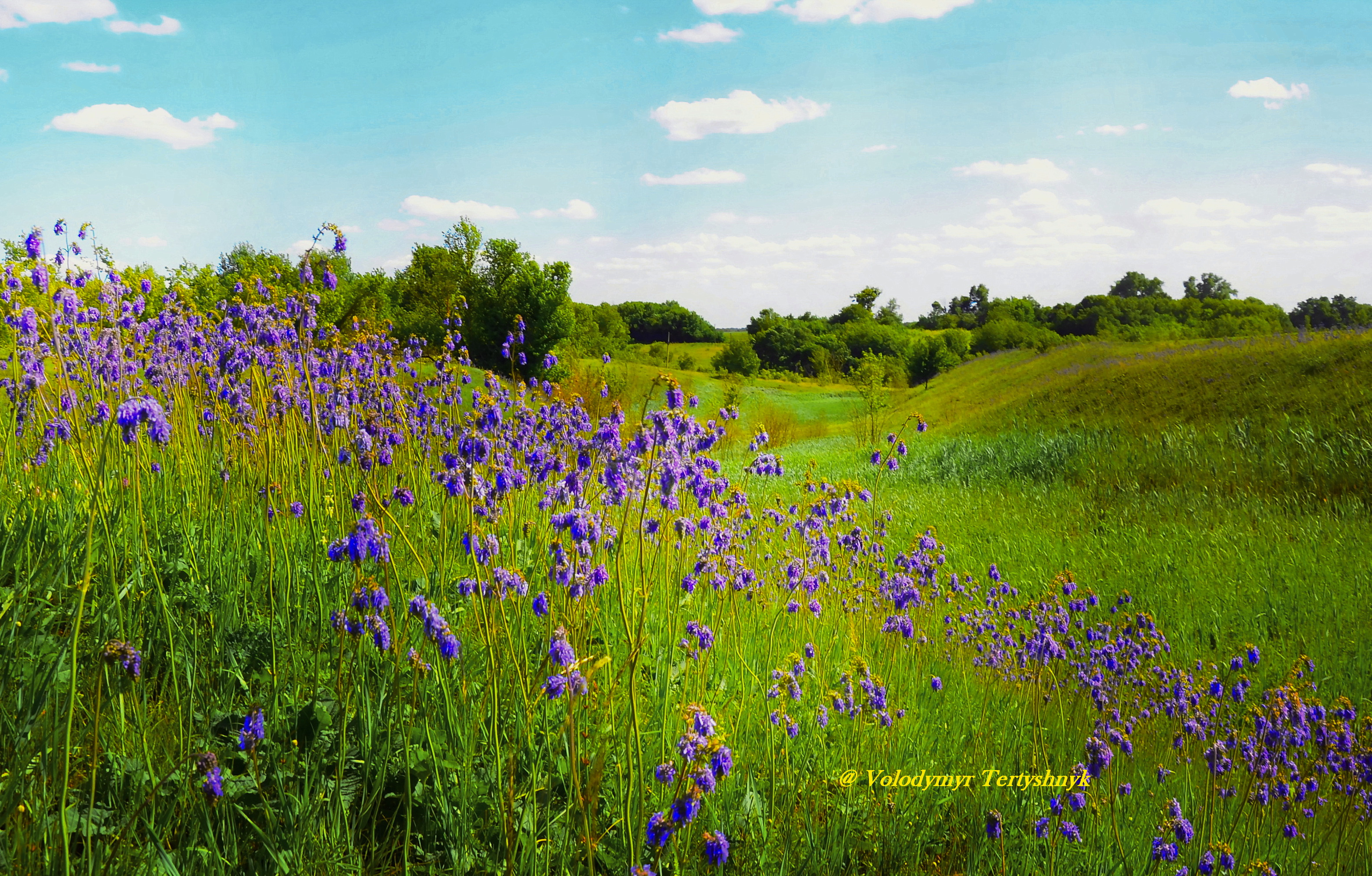
Балка біля с. Синівка на Сумщині
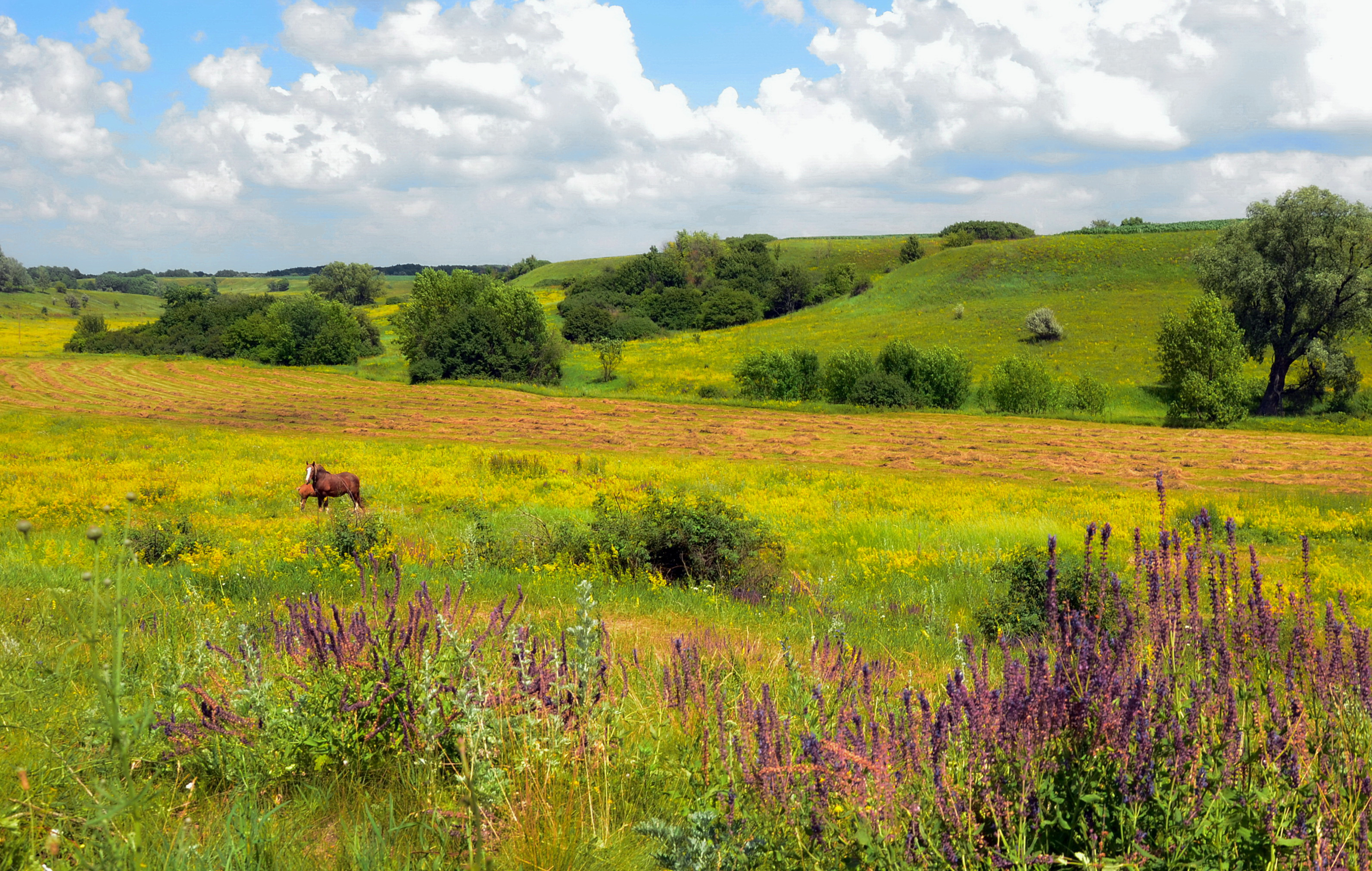
Балка поблизу с. Батьки